# Johann Faulhaber
Johann Faulhaber là một nhà toán học. Ông nổi tiếng với Công thức Faulhaber.
Sinh tại Ulm, Faulhaber là một thợ dệt được đào tạo sau này vai trò của một giám định viên của thành phố Ulm. Ông cộng tác với Johannes Kepler và Ludolph van Ceulen. Bên cạnh đó đóng góp của ông đối với các công sự của thành phố (đặc biệt là Basel và Frankfurt), Faulhaber xây dựng bánh xe nước ở nhà và các công cụ hình học cho quân đội. Faulhaber đã xuất bản đầu tiên của Logarit Henry Briggs tại Đức. Ông qua đời tại Ulm.